# آلاخرو
آلاخرو (به اسپانیایی: Alajeró, Santa Cruz de Tenerife) یک شهرستان در اسپانیا با جمعیت ۲٬۱۱۰ نفر است که در جزایر قناری واقع شده‌است.